# Socjaldemokracja
Socjaldemokracja – lewicowy ruch społeczny wywodzący się z ruchu robotniczego. Współczesne partie socjaldemokratyczne opowiadają się za równowagą między rynkiem a państwem, oraz między jednostką a społeczeństwem, czyli za kompromisem między uznaniem systemu kapitalistycznego jako najefektywniejszego mechanizmu bogacenia się w strefie prywatnej, a demokracją i dystrybucją tego bogactwa w sposób możliwie najbardziej sprawiedliwy, oraz troską o dobra i usługi publiczne. Jest to doktryna pokrewna socjalliberalizmowi oraz niemieckiemu ordoliberalizmowi, i charakterystyczna na przykład dla nordyckich państw opiekuńczych.

## Główne cele i wartości
Do głównych wartości socjaldemokracji można zaliczyć:
- ochronę praw pracowniczych (w tym umożliwianie funkcjonowania związkom zawodowym) i konsumenckich,
- w miarę równomierny rozkład dochodu narodowego, np. poprzez opodatkowanie progresywne,
- ideę wolności, pojmowaną jako ochronę i znajomość praw,
- równouprawnienie wszystkich klas społecznych,
- ideę demokracji uczestniczącej, w rozumieniu zwiększonego wpływu obywateli na władzę,
- zapewnioną przez państwo bezpłatną opiekę zdrowotną i edukację oraz opiekę socjalną,
- większy wpływ pracowników na przedsiębiorstwo (samorządność pracownicza),
- interwencjonizm państwowy i udział sektora społecznego (głównie spółdzielni),
- aktywną politykę państwa na rynku pracy.

## Historia

### Geneza socjaldemokracji

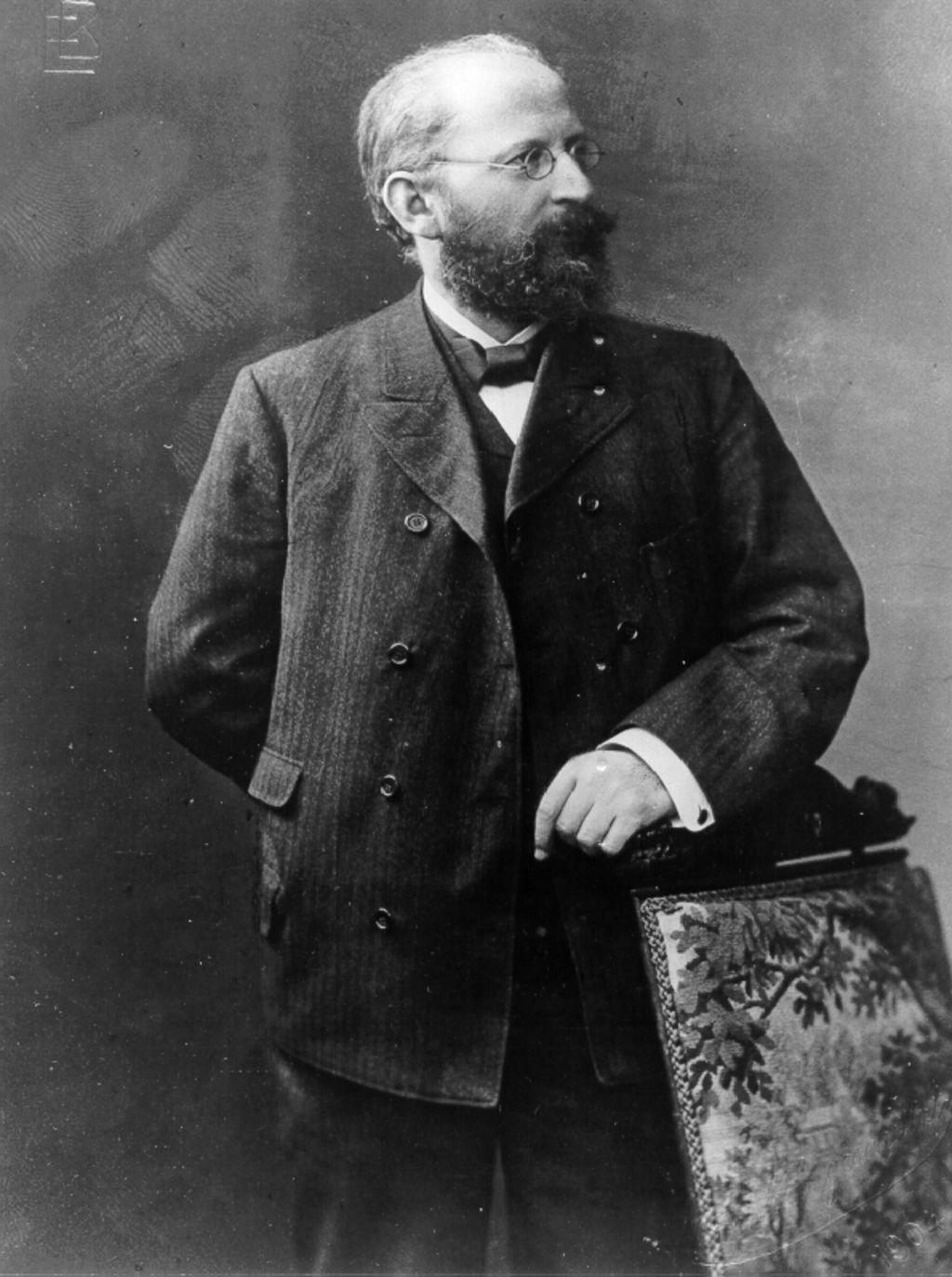
Eduard Bernstein

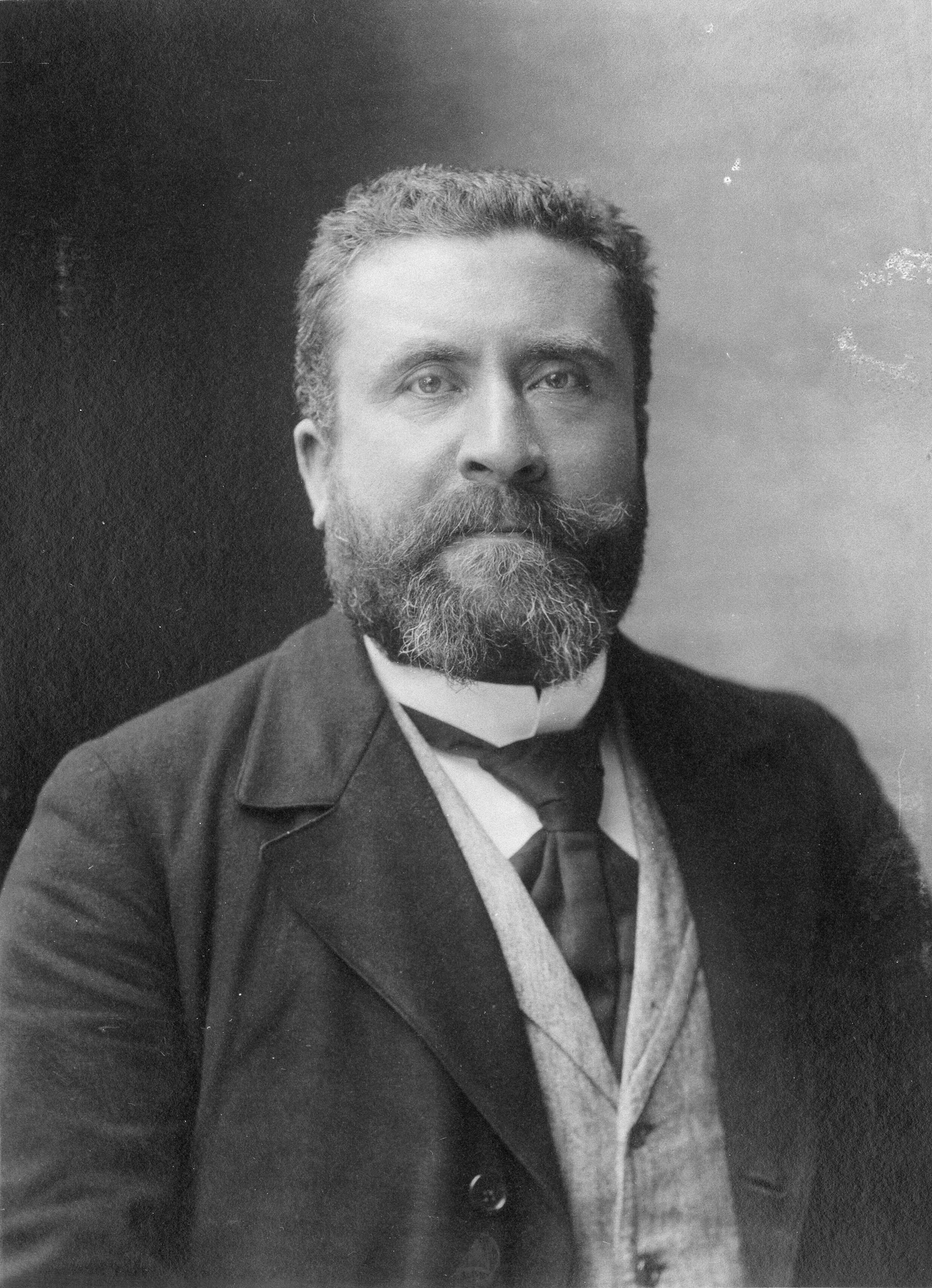
Jean Jaurès

Rozwój społeczeństwa przemysłowego w XIX w. i wzrost liczebności klasy robotniczej, która żyła na bardzo niskim poziomie, stały się przyczyną powstania myśli socjalistycznej. Na ruch robotniczy największy wpływ wywarł Karol Marks, który zapowiadał utworzenie wprowadzonych drogą wywołanej przez ruch komunistyczny rewolucji dyktatury proletariatu i państwa bezklasowego.
Nazwa „socjaldemokracja” wiąże się z powstaniem w 1869 roku Socjaldemokratycznej Partii Robotniczej (SPR) w Niemczech, która uważała za swoją powinność wprowadzenie ustroju komunistycznego i pozostała pod marksistowskimi wpływami jej założycieli Wilhelma Liebknechta i Augusta Bebela oraz związku zawodowego Powszechnego Niemieckiego Związku Robotniczego. W 1889 wszystkie partie socjaldemokratyczne zrzeszała Międzynarodówka. Kontynuatorka międzynarodowej organizacji socjalistów i anarchistów z 1864 roku (określanych wtedy jako wolnościowych socjalistów). Główną partią, która ukierunkowała inne europejskie partie była właśnie (SPR), to jej członkowie pełnili najważniejsze funkcje w Międzynarodówce. Wiele partii socjalistycznych do końca XIX wieku, posługiwało się wyłącznie tłumaczeniem programu niemieckiej poprzedniczki.
Wyraźne różnice poglądów na łonie partii socjaldemokratycznych, pojawiły się wraz ze śmiercią Marksa i interpretacjami jego myśli przez Karla Kautskiego, którego uważa się za pierwszego demokratycznego socjalistę, choć nie kwestionował on ani rewolucji ani dyktatury proletariatu (tu dyktatura była interpretowana jako „demokracja robotnicza”, w przeciwieństwie do „demokracji burżuazyjnej”, co było zgodne z tezami Marksa). Jednak za ojca socjaldemokracji uważa się Eduarda Bernsteina. Jego idee były bardziej krytyczne wobec myśli marksistowskiej. W dziele Ewolucyjny Socjalizm, Bernstein krytycznie odniósł się do propagowanej przez Marksa rewolucji społecznej, jak i dyktatury proletariatu. Duży wpływ na socjaldemokrację wywarła zwłaszcza teoria Bernsteina, który mówił o stopniowym wrastaniu socjalizmu w ustrój kapitalistyczny, czego ostatecznym celem miałoby być utworzenie społeczeństwa socjalistycznego. Należy jednak zaznaczyć, że oboje uważali się za marksistów, a ich nauki były odbierane jako rewizja, a nie zaprzeczenie idei socjalizmu.
Określenie „socjaldemokracja” było używane w kontekście partii robotniczej, aż do czasu rewolucji bolszewickiej w listopadzie 1917 roku, w tym czasie do obiegu weszło określenie „komunistyczny” początkowo określający ugrupowania który chciały osiągnąć socjalizm przez rewolucję.

### Druga Międzynarodówka
Nowoczesny ruch socjaldemokratyczny powstał w wyniku podziału w ruchu socjalistycznym. Podział ten można opisać jako konflikt między tymi działaczami, którzy namawiali do rewolucji jako metody realizacji programu socjalistycznego i tych, którzy utrzymywali, że zmiany te mogą być wprowadzane stopniowo. Jednym z najważniejszych twórców współczesnej socjaldemokracji był Eduard Bernstein, będący zwolennikiem socjalizmu i reformatorskiego marksizmu. Krytycy Bernesteina określali go mianem „rewizjonisty”, jego przeciwnicy określali się jako „ortodoksyjni marksiści”. Sam Bernstein deklarował jednak, że jego poglądy są w pełni zgodne z filozofią Karola Marksa i Fryderyka Engelsa, zwłaszcza w okresie gdy Marks i Engels uznali, że socjalizm powinien zostać osiągnięty poprzez użycie demokratyczno-parlamentarnych środków. Rewizjoniści krytykowali ortodoksyjnych marksistów, a zwłaszcza Karla Kautskiego, który pominął wspomnianą przez Marksa konieczność rozwoju kapitalizmu w celu zastąpienia go socjalizmem oraz zbyt idealistycznie traktował tezę o państwie socjalistycznym.
Bernstein był silnie przywiązany do nauk Marksa i Engelsa, ale dostrzegał błędne jego zdaniem marksistowskie tezy, szczególnie kwestionując teorię materializmu historycznego. W praktyce odrzucił wiele istotnych elementów teorii marksistowskiej, które oparte były na poglądach tzw. lewicy heglowskiej. Bernstein i inni przedstawiciele niemieckiego ruchu robotniczego krytykowali niektóre zagadnienia manifestu komunistycznego, w szczególności kontrowersyjną tezę dotyczącą stopniowego powiększania się klasy robotniczej kosztem ubożejącej klasy średniej. Rację Bernsteinowi przyznał sam Marks który przyznał, że klasa średnia nie znika, a jego teoria wartości dodatkowej na ten temat jest błędna. Bernstein wzywał do długoterminowego planu przekształcenia gospodarki kapitalistycznej na socjalistyczną, a nie nagłego przewrotu kapitalizmu, akceptował przejściowy stan gospodarki mieszanej.
Inną znaną postacią kształtującą ruch socjaldemokratyczny był francuski marksista Jean Jaurès. W 1904 roku na Kongresie II Międzynarodówki, Jaurès skrytykował Augusta Bebela. Jaurès twierdził, że nie ma spójnej platformy socjalistycznej, która może być stosowana w różnych krajach i regionach z powodu różnych systemów politycznych, zauważając, że ojczyzną Bebela są Niemcy, w których w tym czasie panował, ograniczający demokrację parlamentarną, system silnie autorytarny. Twierdził, że różnice polityczne między Niemcami a Francją wykazały, że taktyka socjalistów zastosowana w Niemczech nie sprawdzi się w innych krajach, a kluczem do rozwoju ruchu socjalistycznego we Francji była demokracja parlamentarna.

### I wojna światowa

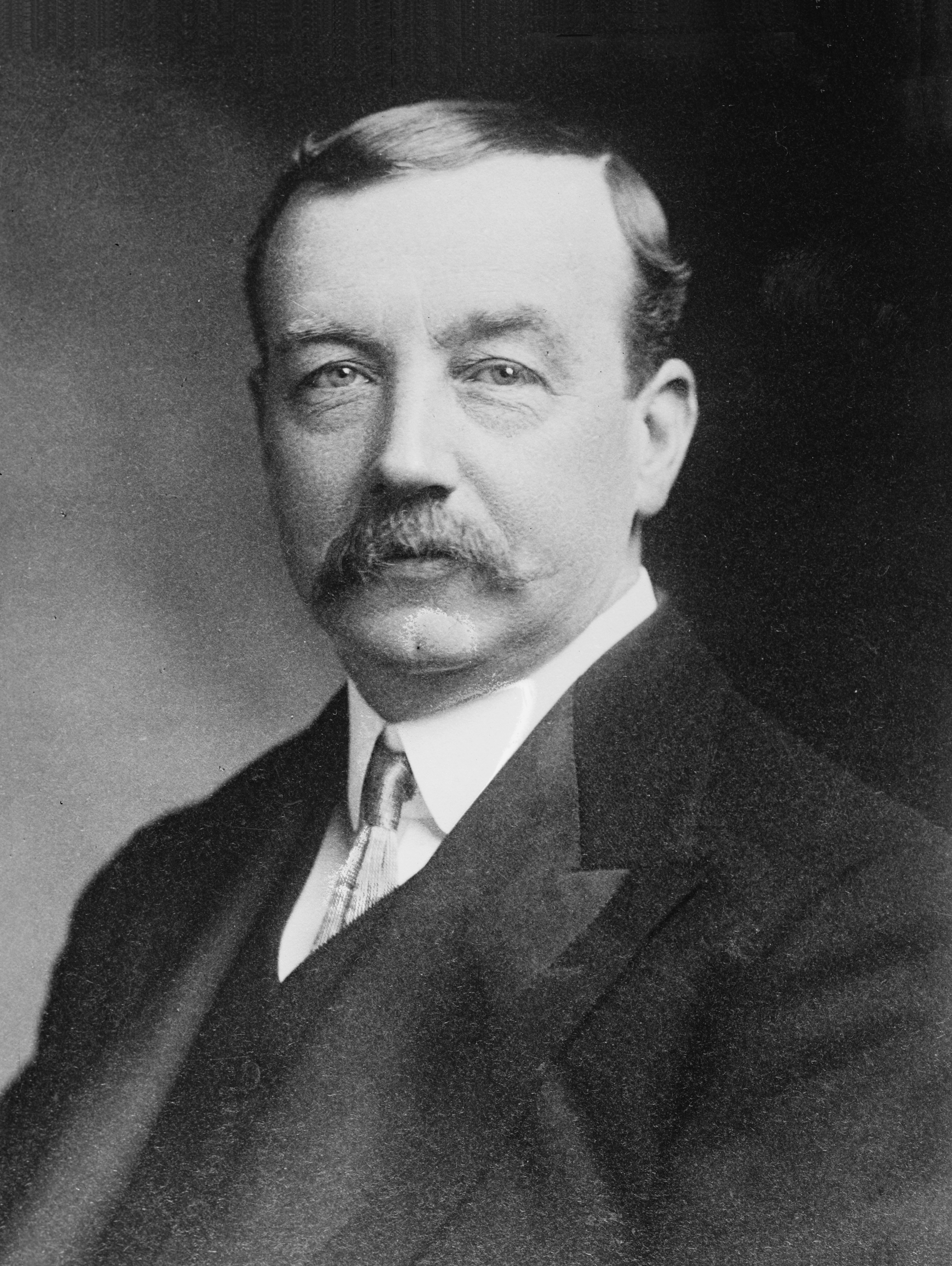
Arthur Henderson

Rozdźwięki w partiach socjalistycznych przybrały na silę, gdy zachodnioeuropejskie partie socjalistyczne poparły, wbrew deklaracji Zimelwaldzkiej, kredyty wojenne. Jednocześnie podział na ugrupowania socjaldemokratyczne i socjalrewolucyjne wyklarował się dopiero po rewolucji październikowej, kiedy głównie komuniści nie zgodzili się z doktryną demokratycznych reform w miejsce rewolucji. Wiele socjaldemokratów krytykowało rewolucję bolszewicką za jej antymarksistowski charakter.
Widząc napięcia między Niemcami a innymi mocarstwami europejskimi w XIX i na początku XX wieku, Bernstein i inni socjaliści obawiali się, że państwo niemieckie i jego sojusznicy mogą rozpętać wojnę na masową skalę. Obawy ruchu robotniczego spełniły się wraz z wybuchem I wojny światowej. Natychmiast po wybuchu wojny, Bernstein wyjechał z Niemiec do Wielkiej Brytanii, gdzie spotkał się z liderem brytyjskiej Partii Pracy, Ramsayem MacDonaldem. Mimo tego, iż obydwa kraje były w stanie wojny Bernstein został przyjęty przez brytyjską socjaldemokrację. Mimo prób czołowych działaczy II Międzynarodówki mających zapewnić jedność organizacji, nastąpił podział w samej Socjaldemokratycznej Partii Niemiec (SPD). Część działaczy partii odmówiła poparcia działań Niemiec w wojnie, druga część uważała poparcie wobec działań wojennych za patriotyczny obowiązek, twierdząc, że Niemcy mają „prawo do swojej obrony terytorialnej” i „zniszczenia despotyzmu carskiego”. Ostatecznie większa część partii poparła wojnę, wojnę poparł także lider socjaldemokracji Bernstein pozostając pod wpływem propagandy rządu mówiącej o domniemanej inwazji Rosji na Prusy Wschodnie. Jaurès, przeciwny interwencji Francji w wojnie, zajął stanowisko pacyfistyczne, ale wkrótce po tym został zamordowany w 1914 roku.
Bernstein wkrótce zmienił zdanie co do udziału Niemiec w wojnie. Dążąc w ten sposób do pojednania między ortodoksyjnymi marksistami a reformistami wewnątrz SPD w celu wspólnego przyjęcia stanowiska antywojennego. Kautsky odłożył na ten czas różnice z rewizjonistami, określając Bernsteina jako „chorążego internacjonalistycznej idei demokracji społecznej”. Porozumienie odrzuciło jednak skrzydło partii pod kierownictwem Eberta.

Aleksander Kiereński

Także w Wielkiej Brytanii ruch robotniczy uległ podzieleniu, jednak stosunkowo mała liczba działaczy Partii Pracy skrytykowała wojnę światową, przez co została zaatakowano przez prasę jako „pro-niemiecka” i pacyfistyczna. W odpowiedzi na pro-wojenne nastroje w partii jej lider MacDonald zrezygnował z urzędu i przyłączył się do Niezależnej Partii Pracy. Nowym liderem partii został przyszły minister wojny Arthur Henderson. Po rewolucji lutowej w 1917 roku w Rosji, w wyniku której reżim carski został obalony, władzę przejęła Partia Socjalistów-Rewolucjonistów a szefem nowego demokratycznego gabinetu został Aleksander Kiereński. MacDonald odwiedził rosyjski Rząd Tymczasowy w czerwcu tego samego roku, starając się przekonać Rosję aby przeciwstawiła się wojnie i szukała rozwiązań pokojowych. Jego wysiłki nie powiodły się jednak, a pokój nastąpił dopiero w wyniku rewolucji październikowej, która doprowadziła do władzy Włodzimierza Lenina i partię bolszewicką. MacDonald krytycznie odnosił się do nowego rządu określając jego posunięcia jako „niebezpieczeństwo anarchii w Rosji”, mimo tego popierał politykę zagraniczną bolszewików aż do końca wojny, gdyż w jego uznaniu dopiero wówczas można było kontynuować politykę demokratycznego internacjonalizmu. W czasie I wojny światowej znacznie wzrosło poparcie i członkostwo Partii Pracy. Henderson z pomocą Sidneya Webba zaprojektował w 1918 roku nową konstytucję dla brytyjskiej Partii Pracy, w którym przyjęto silnie lewicowe postulaty w celu zapewnienia, że nie będzie tracić poparcia dla nowej partii komunistycznej, w tym okresie powstała również „Klauzula IV” socjalistyczny program gospodarczy partii.
Obalenie caratu w Rosji przez socjalistów-rewolucjonistów Kiereńskiego w lutym 1917 roku miał istotny wpływ na politykę w Niemczech. Wówczas skończyła się legitymizacja działań Eberta i innych pro-wojennych członków SPD, mówiących o wojnie z reakcyjnym rządem rosyjskim. Obalenie caratu i agitacyjna rewolucja socjalistyczna w Rosji wpłynęła na socjalistów niemieckich. Przeciwko racjonowania chleba w Niemczech na początku kwietnia 1917 roku doszło do masowych strajków. W Berlinie w strajku generalnym wzięło udział ponad 300.000 pracowników. Strajkujący zażądali chleba, wolności, pokoju i tworzenia rad robotniczych jakie powstawały w tym czasie w Rosji. Działania rządu wzbudziły protesty opinii publicznej, ruch socjalistyczny, a nawet katolicki ruch robotniczy w dniu 19 lipca 1917 roku przedstawił „Uchwałę Pokoju” i wezwał do kompromisowego pokoju który ich zdaniem mógł zakończyć wojny. Rezolucja wbrew protestom ze strony rządu została przyjęta przez większość członków Reichstagu. Mimo początkowego sprzeciwu, rząd przystąpił do rozmów z rządem bolszewickim. W 1918 przedstawił traktat w Brześciu Litewskim, traktat uzyskał poparcie socjalistów, liberałów i katolickiego ruchu politycznego.

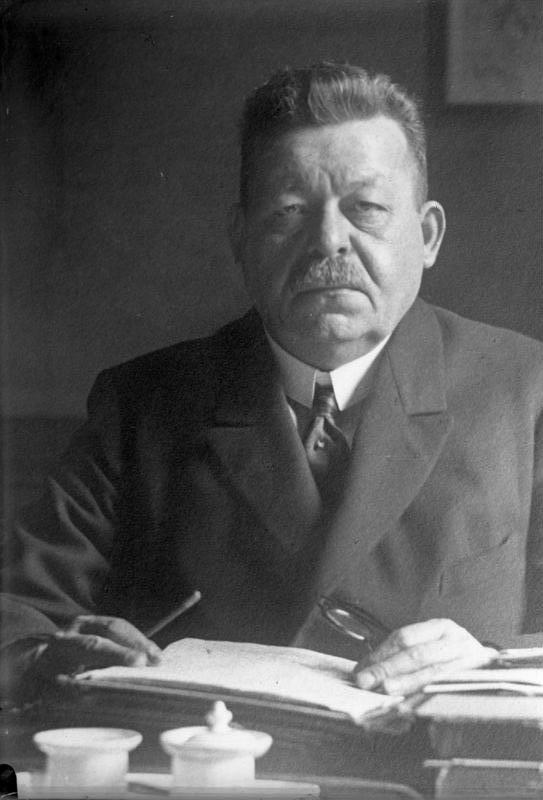
Friedrich Ebert

Pod koniec 1918 roku sytuacja wojenna Niemiec stała się beznadziejna i cesarz Wilhelm II został zmuszony do zawarcia pokoju. Cesarz powołał nowy gabinet który obejmował także członków SPD. Do kryzysu doszło jednak 24 października 1918 roku gdy niemieccy marynarzy odmówili ataku na brytyjską Royal Navy. Data ta uważana jest za początek buntu w Kilonii i rewolucji niemieckiej. W obliczu porażek militarnych i rewolucji, Wilhelm II abdykował, a na stanowisko kanclerza mianował Eberta a Niemcy stały się republiką. Stanowiąca większość w parlamencie SPD była zmuszona do zawarcia pokoju z aliantami. Niemcy podpisały rozejm 11 listopada 1918, jednocześnie kończąc I wojnę światową.

### Okres międzywojenny

Trzy Strzały – jeden z symboli ruchu socjaldemokratycznego

W dwudziestoleciu międzywojennym, największe osiągnięcia notowały socjaldemokratyczne partie w Skandynawii, jak Norweska Partia Robotnicza, Szwedzka Socjaldemokratyczna Partia Robotnicza, duńska Socjaldemokracja – które potrafiły utworzyć pierwsze socjaldemokratyczne rządy. W 1920 roku, Szwedzka Socjaldemokratyczna Partia Robotnicza została wybrana do rządu mniejszościowego. Po objęciu rządów zadeklarowała poparcie dla gospodarki mieszanej i powołała Komitet Socjalizacji. Socjaldemokraci szwedzcy deklarowali, że najlepiej połączyć prywatną inicjatywę społeczną z własnością środków państwowych, jeśli chodzi o kluczowe dla gospodarki obiekty (przemysł, transport), dozwalając jednak istnienie sektora prywatnego nawet w tym zakresie. W 1930 roku kilku szwedzkich socjalistów, w tym Nils Karleby i Rickard Sandler uznali, że polityka ta jest zbyt skrajna. Karlby i Sanders opracowali nową koncepcję społecznego demokratycznego socjalizmu: społecznej gospodarki rynkowej, która stopniowo wzywała do uspołecznienia redystrybucji siły nabywczej, zapewnienia darmowej edukacji, wspierania praw własności prywatnej pozwalającej na rozwój przedsiębiorczości.
W 1920, ostatecznie rozdzielił się ruch socjaldemokratyczny i komunistyczny, ostatecznie wykrystalizowały się jego ruchy ideologiczne.

### Po II wojnie światowej

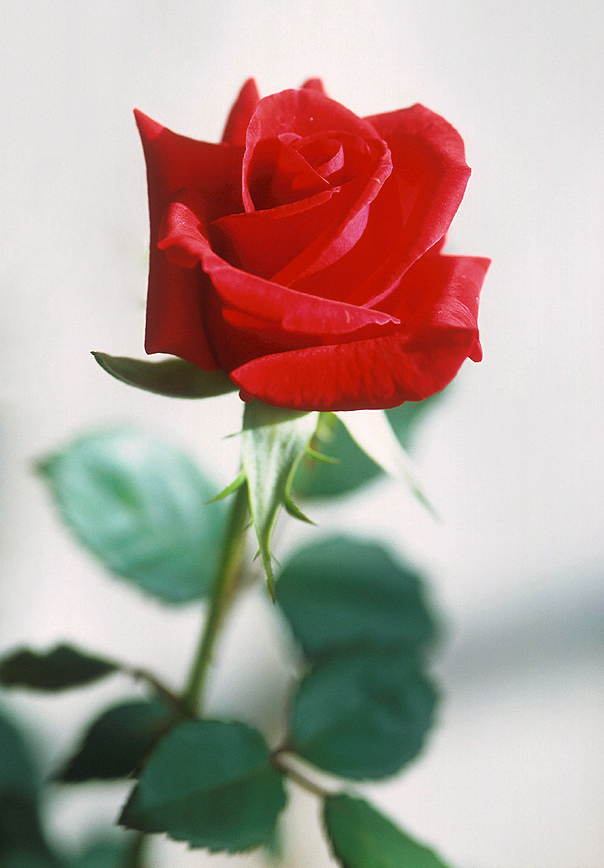
Czerwona róża – jeden z symboli ruchu socjaldemokratycznego

W latach 50., 60. i 70. większość zachodnioeuropejskich partii socjaldemokratycznych, w tym Socjaldemokratyczna Partia Niemiec (w 1959 roku), porzuciło oficjalnie ideologię marksistowską, określając się jako partie demokratycznego socjalizmu. We Włoszech, w 1947 roku, została założona Włoska Partia Socjaldemokratyczna.
W 1951 powstała Międzynarodówka Socjalistyczna, która według deklaracji skupiała partie, które socjalistyczne poglądy wynieśli z doktryny marksizmu, humanizmu lub innych idei. Międzynarodówka potępiła zarówno kapitalizm, jak i bolszewicki komunizm jako niezgodny z marksizmem (artykuły 7, 8 i 9 deklaracji). Socjaldemokracja po 1951 wspierała gradualistyczny wariant socjalizmu. Socjaldemokraci dalej przekonywali o tym, że reformy demokratyczne w gospodarkach kapitalistycznych mogą w końcu odnieść sukces w postaci budowy gospodarki socjalistycznej, odrzucając przy tym próby wprowadzenia socjalizmu drogą rewolucyjną. Gradualizm spowodował spory między różnymi grupami lewicowymi, które protestowały przeciwko tej polityce, oskarżając socjaldemokrację o przyjęcie wartości społeczeństwa kapitalistycznego. Z czasem doszło do kolejnych podziałów między tymi, którzy nadal uważali, że należy znieść kapitalizm (bez rewolucji) i zastąpić go demokratycznym systemem socjalistycznym, i tych, którzy uwierzyli, że kapitalistyczny system może zostać zachowany. Ci drudzy postulowali reformy takie jak nacjonalizacja dużych przedsiębiorstw, realizacje programów społecznych (powszechna opieka zdrowotna, edukacja polityczna), jak i częściowa redystrybucja bogactwa poprzez progresywne opodatkowanie.
Największe sukcesy odnosiły w latach powojennych współrządząca Socjalistyczna Partia Austrii, która wprowadziła idee korporacjonizmu społecznego, oraz Partia Pracy w Wielkiej Brytanii, która rozpoczęła nacjonalizację gospodarki (zrezygnowała z niej w drugiej połowie lat 60.). W latach 70. były to Socjaldemokratyczna Partia Niemiec i Socjalistyczna Partia Austrii, które zaczęły prowadzić bardziej umiarkowaną, opartą na keynesizmie politykę gospodarczą. Niektóre partie socjaldemokratyczne porzuciły wszelkie zobowiązania do zniesienia kapitalizmu. Na przykład w 1959 Socjaldemokratyczna Partia Niemiec przyjęła program Godesberg, który odrzucał walkę klasową i marksizm. W tym okresie pojawiły się duże różnice między „socjaldemokracją” i „demokratycznym socjalizmem”, choć dwa terminy były używany zamiennie w świecie anglojęzycznym. Jednocześnie większość partii socjaldemokratycznych sprzeciwiała się dyktaturze partii komunistycznych na wschodzie, popierając niezależny i samorządny ruch robotniczy w Polsce.
W 1982 roku, socjaldemokratyczny rząd Szwecji przyjął plan Meidnera (od nazwiska ekonomisty Rudolfa Meidnera) który polegał na wprowadzaniu socjalistycznych postulatów w kolejności: najpierw rząd miał dążyć do umocnienia demokracji politycznej i obywatelskiej; po drugie miał umocnić prawa socjalne, a po trzecie miał wdrożyć system demokracji gospodarczej i społecznej odpowiedzialności. Plan ten został odwołany w 1990 roku gdy szwedzcy socjaldemokraci przegrali wybory, a nowy konserwatywny rząd zaniechał jego kontynuacji.
W latach 90. w łonie socjaldemokracji zaczęły także wyrastać silne partie i ugrupowania nawołujące do idei tzw. trzeciej drogi, które w pewien sposób wprowadziły do tych partii elementy socjalliberalizmu. Współcześni socjaldemokraci postulują na ogół gospodarkę mieszaną, która jest w wielu aspektach kapitalistyczna, lecz wyraźnie broni rządowych świadczeń socjalnych. Wiele partii socjaldemokratycznych przesunęło nacisk z tradycyjnych celów sprawiedliwości społecznej na rzecz ochrony praw człowieka i środowiska. Było to po części spowodowane powstaniem nowego ruchu ekologicznego. Zarówno tradycyjna socjaldemokracja, jak i ekolodzy współpracują w wielu krajach zarówno na płaszczyźnie parlamentarnej, jak i rządowej. W Niemczech zieloni i socjaldemokraci współrządzili w ramach „sojuszu czerwono-zielonego”, obecny rząd Norwegii nazywany jest „koalicją czerwono-zieloną”, natomiast główny blok opozycyjny w Szwecji na czele z socjaldemokracją deklaruje się jako „czerwono-zielony”.

### Współcześnie
Na początku pierwszego dziesięciolecia XXI wieku, kilka największych europejskich partii socjaldemokratycznych straciło poparcie i poniosło klęski wyborcze. Socjaldemokratyczna Partia Niemiec przegrała wybory w 2005 roku, brytyjska Partia Pracy w 2010 roku, a Hiszpańska Socjalistyczna Partia Robotnicza w 2011 roku. Mimo wielu klęsk socjaldemokratów w Europie, nastąpił znaczny wzrost poparcia dla partii socjaldemokratycznych w innych miejscach. W Ameryce Północnej wzrosło poparcie dla kanadyjskiej Nowej Partii Demokratycznej, która w 2011 roku stała się drugą co do wielkości partią polityczną w krajowym parlamencie. Nowa Partia Demokratyczna jest drugą pod względem znaczenia partią socjaldemokratyczną powiązaną z Międzynarodówką Socjalistyczną w suwerennych krajach państw Ameryki Północnej. Kolejną co do wielkości partią regionu jest meksykańska Partia Rewolucyjno-Instytucjonalna (meksykańskim członkiem Międzynarodówki jest też Partia Rewolucyjno-Demokratyczna).
Socjaldemokracja popiera tworzenie reform prawnych i ekonomicznych programów redystrybucji na rzecz zniesienia gospodarczych nierówności klasowych między burżuazją a proletariatem. Promuje państwowe spółki i rozwój gospodarczej demokracji jako alternatywę dla przedsiębiorczości prywatnej. Jednym z przykładów takich planów był plan Meidnera w Szwecji ustanowiony w 1982 roku. Nowoczesna socjaldemokracja polityczna obejmuje propagowanie państwa dobrobytu, a także stworzenie demokracji ekonomicznej jako środka do zabezpieczania praw pracowniczych. Cele te jasno zdefiniowała Deklaracja Frankfurcka Międzynarodówki Socjalistycznej z 1951 roku, której uczestnicy sprzeciwiali się bolszewickim formom komunizmu, zwłaszcza stalinizmowi oraz zajmowali się promowaniem stopniowego przejścia od kapitalizmu do socjalizmu. Wiele propozycji forsowanych przez socjalistów w pierwszej połowie XX wieku zostało już wprowadzonych przez socjaldemokratów w niektórych państwach w świecie uprzemysłowionym. W wielu krajach wprowadzono państwową służbę opieki zdrowotnej i prospołeczne regulacje gospodarcze. Nawet w Stanach Zjednoczonych, gdzie partia socjaldemokratyczna ma znaczenie marginalne, istnieją programy ochrony środowiska i zdrowia, a w niektórych stanach także programy socjalne.
W ostatnich latach kilka partii socjaldemokratycznych (w szczególności brytyjska Partia Pracy) przyjęło bardziej centrowe stanowiska gospodarcze, polegające na zmniejszeniu regulacji rynku i prywatyzacji niektórych spółek kontrolowanych przez państwo. Tradycyjni socjaldemokraci uważają, że trzecia droga robi z partii socjaldemokratycznych ugrupowania centrowe, wiele kręgów współczesnej lewicy twierdzi, że politycy postulujący te metody gospodarcze zdradzili zasady demokracji społecznej. Rozwój trzeciej drogi spowodował wzrost ruchu demokratycznego socjalizmu jako odrębnej ideologii, choć w dużej części partii obydwa socjalistyczne ruchy działają w tej samej partii politycznej, ma to miejsce między innymi w brazylijskiej Partii Pracujących i francuskiej Partii Socjalistycznej. Zwolennicy idei trzeciej drogi twierdzą, iż stanowią jedyny niezbędny ruch, który może dostosować socjaldemokracje do realiów współczesnego świata.

## Socjaldemokracja w różnych krajach

### Socjaldemokracja w Skandynawii
W latach 1932–1976, 1982–1991 i 1994–2006 w Szwecji rządziła Szwedzka Socjaldemokratyczna Partia Robotnicza, która stawia sobie za cel budowę społeczeństwa socjalistycznego. Zmiany w organizacji ekonomicznej państwa zaszły tak daleko, że niektórzy badacze określają szwedzki system gospodarczy jako socjalistyczny. Zmiany te polegają między innymi na negocjacyjnym systemie ustalania warunków pracy przez pracowników i pracodawców, a także na tym, że zgodnie z doktryną marksistowską własność prywatna nie odgrywa tak dużej roli jak w innych krajach kapitalistycznych. Socjaldemokraci w Szwecji zradykalizowali swój profil po 1969 roku pod wpływem socjalistycznego przywódcy Olofa Palmego. Przegłosowano wtedy między innymi ustawę o współdecydowaniu w miejscu pracy, ustawę o środowisku pracy, ustawę o zatrudnieniu i inne. Mimo że po jego śmierci w 1986 roku socjaliści zaczęli stosować bardziej prokapitalistyczną politykę, to nigdy nie zrezygnowali z socjalizmu (socjalizm funkcjonalistyczny).
Podobnie rozwija się norweska Partia Pracy, która w latach 70. wprowadziła u siebie wiele szwedzkich socjaldemokratycznych rozwiązań (między innymi ustawę o środowisku pracy), a obecnie skupia się na rozwiązaniu problemu dumpingu socjalnego. Tylko duńska Socialdemokraterne z tych trzech partii zrezygnowała z reprezentowania klasy robotniczej na rzecz większości społeczeństwa.

### Socjaldemokracja w krajach postkomunistycznych
Partie deklarujące swoją ideologię jako socjaldemokratyczną w krajach postkomunistycznych są często krytykowane za neoliberalne reformy społeczne i gospodarcze, w szczególności rządy Węgierskiej Partii Socjalistycznej czy polskiego Sojuszu Lewicy Demokratycznej. Spośród krajów postkomunistycznych, wyłącznie w Czechach (Czeska Partia Socjaldemokratyczna) udało się zbudować partię polityczną, która nie miała wcześniej większego powiązania z aparatem państwowym.

## Dwie definicje współczesnej socjaldemokracji
Dość niejednoznaczne i kontrowersyjne jest zaliczanie wszystkich partii, które tak same o sobie twierdzą, do grona partii socjaldemokratycznych, ponieważ jedne są za budową ustroju socjalistycznego, a inne są mu przeciwne. Nawet partie, które formalnie są partiami demokratycznego socjalizmu (brytyjska Partia Pracy, Socjaldemokratyczna Partia Niemiec) prowadzą politykę socjalliberalizmu (między innymi trwające do dziś reformy społeczne brytyjskiej Partii Pracy rozpoczęte w 1997 roku nie miały wymiaru socjaldemokratycznych reform gospodarczych).
Mimo to większość partii opowiada się za państwem opiekuńczym, polityką pełnego zatrudnienia, równością szans w dostępie do edukacji, kultury, opieki zdrowotnej i zwiększeniem równości dochodów (dystrybucja dochodu narodowego).

## Teoretycy socjaldemokracji

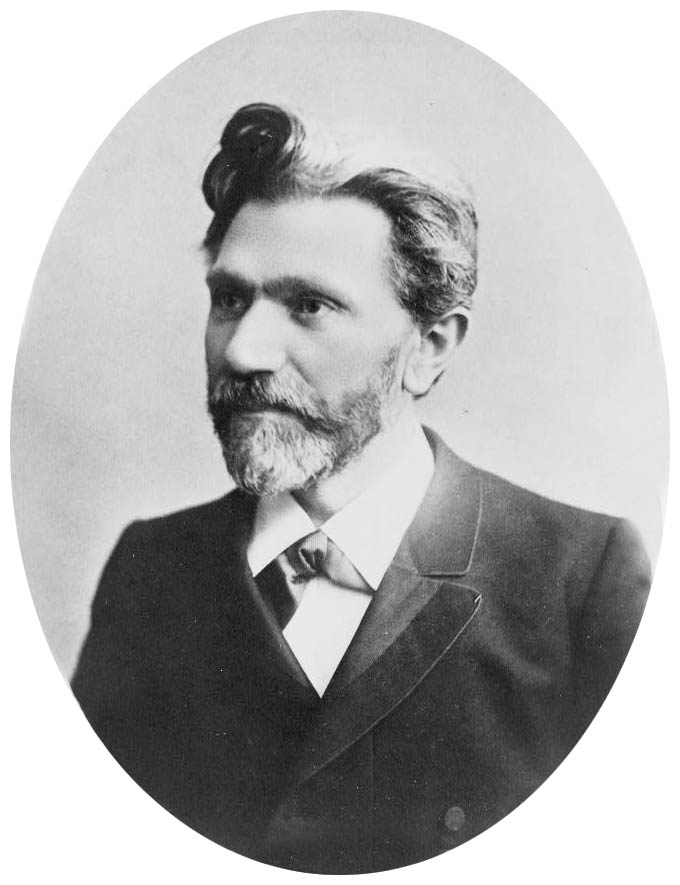
August Bebel

- August Bebel (1840-1913)
- Eduard Bernstein (1850-1932)
- Jean Jaurès (1859-1914)
- Karl Kautsky (1854-1938)
- Otto Bauer (1881-1938)
- Robert Owen (1771-1858)